# Религия в Таджикистане

## Ислам
Большинство населения Таджикистана составляют сунниты ханафитского мазхаба. В настоящее время в стране действует около 3 000 мечетей, из которых 259 являются соборными. Официально зарегистрированы и действуют 19 медресе (мусульманских религиозно-образовательных учреждений).
В Горном Бадахшане имеется шиитское исмаилитское религиозное меньшинство, которое ведет свою историю с X-XI веков. В 2009 году центр исмаилитов был открыт и в столице страны.

## Христианство в Таджикистане
В Таджикистане зарегистрированы 85 немусульманских религиозных объединений. Среди них основную часть составляют христиане (б.ч. православные).
На территории Таджикистана действует Душанбинская епархия Русской православной церкви. Кафедральный храм — Собор Николая Чудотворца (Душанбе).
Протестантизм является вторым по числу верующих направлением христианства в стране. В современном Таджикистане протестантами являются от 9 до 12 тыс. человек. В это число входят пятидесятники (4,7 тыс., включая корейское движение «Сонмин Сунбогым»), пресвитериане из миссии «Сонмин Грейс» (1,5 тыс.), адвентисты, баптисты (Союз евангельских христиан-баптистов Таджикистана), лютеране и др.
Есть в Таджикистане и католики, объединенные в три прихода (в Душанбе, Курган-Тюбе и Чкаловске), которых окормляют 5 священников. Католицизм в Таджикистан принесли немцы.
На нелегальном положении находится появившаяся в 1997 году община Свидетелей Иеговы.

## Прочие религиозные меньшинства
Также в стране зарегистрированы община бахаистов, буддистов, зороастрийская и иудейская.
Большинство представителей немусульманских конфессий проживает в Душанбе.